# محرومیت اجتماعی

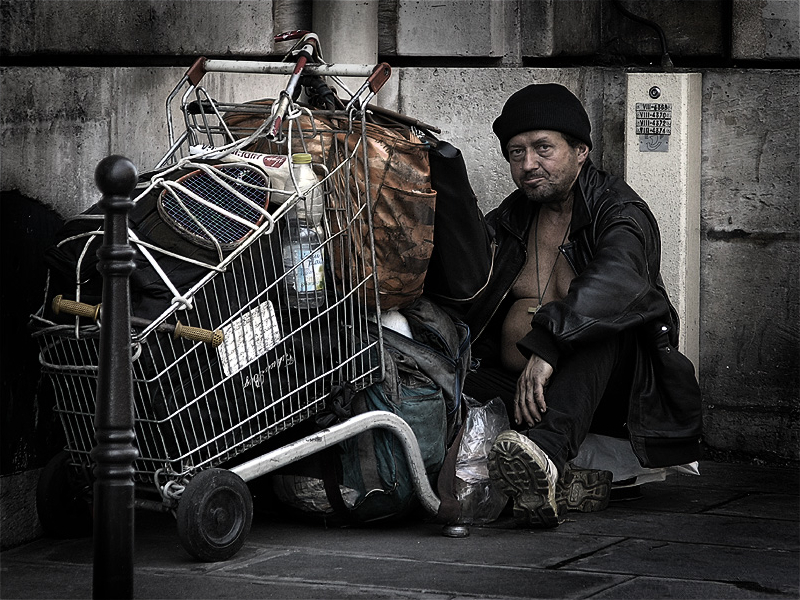
یک مرد بی خانمان در پاریس.

محرومیت اجتماعی یا حاشیه‌نشینی اجتماعی محرومیت و طرد شدن به حاشیه اجتماع است. واژه‌ای است که به گستردگی در اروپا و برای نخستین بار در فرانسه به کار رفت. این واژه در حوزه‌های مختلفی مانند آموزش، جامعه‌شناسی، روان‌شناسی، علوم سیاسی و اقتصاد، کاربرد دارد.
محرومیت اجتماعی فرایندی است که در آن افراد از دسترسی به حقوق مختلف، فرصتها و منابعی که به‌طور معمول در دسترس اعضای دیگر گروه است منع شده باشند (یا از دسترسی کامل آنها ممانعت شود) و برای دستیابی به یکپارچگی اجتماعی و برقراری حقوق بشر در خصوص آن گروه خاص اهمیت اساسی دارند. (برای نمونه مسکن، اشتغال، مراقبت‌های بهداشتی، مشارکت مدنی، مشارکت دموکراتیک و تشریفات قانونی).

## بررسی اجمالی

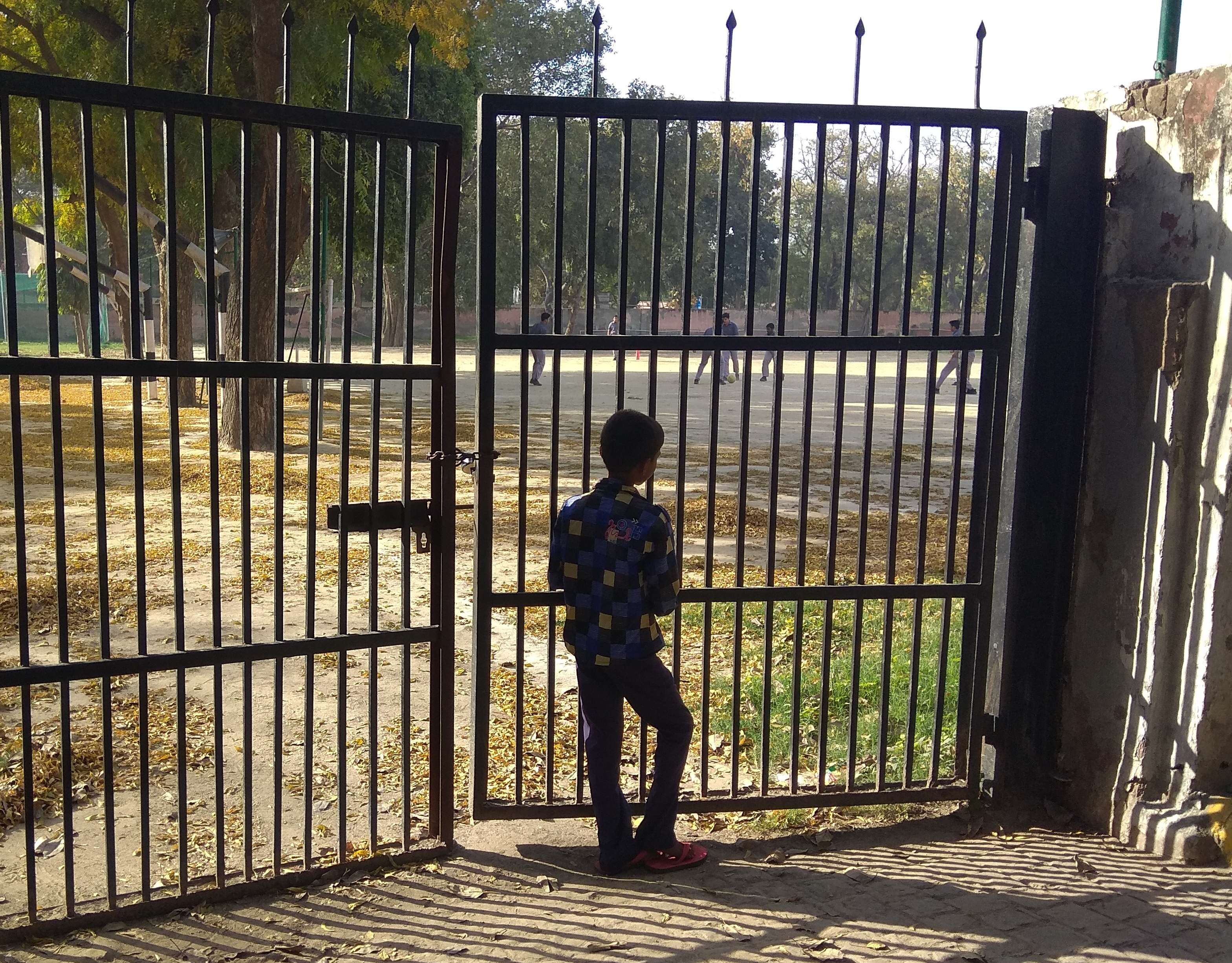
کودک حاشیه نشین در دهلی

از آن جایی که مطالعات در خصوص محرومیت اجتماعی جنبه چندرشته‌ای دارد، بسیاری از ویژگی‌های ذکر شده در این موضوع به رشته‌های مختلفی می‌پردازد.
روش دیگر بیان تعریف محرومیت اجتماعی به شرح زیر است:
محرومیت اجتماعی روند چندبعدی در ایجاد اختلال در روند پیشرفت اجتماعی است که در آن گروه‌ها و افراد از روابط اجتماعی جدا شده و از مشارکت کامل آنها به شکل عادی که سایر افراد به آن در جامعه دسترسی دارند ممانعت صورت می‌گیرد.
یک مفهوم جایگزین، طرد اجتماعی از نظر تئوریک در سطح فردی یا گروهی در چهار بعد مرتبط ظاهر می‌شود: دسترسی ناکافی به حقوق اجتماعی، محرومیت مادی، مشارکت اجتماعی محدود و ادغام نشدن هنجاری در جامعه. می‌توان آن را در نتیجه ترکیبی عوامل شخصی (سن، جنسیت و نژاد)، تغییرات فراگیر اجتماعی (اطلاعات دموگرافیک، اقتصادی و بازار کار، ابداعات فناوری، تحولات در نرم‌های اجتماعی)، قوانین دولتی و سیاست‌های اجتماعی و نیز رفتار واقعی کسب و کارها، سازمانهای اداری و شهروندان دانست.

## همه‌پذیری اجتماعی
همه‌پذیری اجتماعی برخلاف محرومیت اجتماعی، اقدامی مثبت برای تغییر شرایط و عاداتی است که منجر به محرومیت و حاشیه‌نشینی اجتماعی می‌شود (یا عواملی که منجر به تولید آن شده است). همان‌طور که بانک جهانی اعلام کرده است، همه‌پذیری اجتماعی فرایند بهبود توانایی، فرصت و شایستگی افرادی است که بر اساس هویت خود در معرض آسیب قرار دارند که در نهایت بتوانند در جامعه مشارکت کنند. گزارش توسعه جهانی منتشر شده در ۲۰۱۹ به دست بانک جهانی در مورد تغییر ماهیت کار پیشنهاد می‌کند که افزایش حمایت اجتماعی و سرمایه‌گذاری بهتر در سرمایه انسانی سبب بهبود برابر فرصت‌ها و همه‌پذیری اجتماعی می‌شود. همه‌پذیری در آموزش مدلی از آموزش است که دانش‌آموزان با معلولیت‌های ذهنی و جسمی با یکدیگر در یک محیط درس می‌خوانند. (مقاله همه‌پذیری (آموزش) را ببینید)